# Manfred Geyer
Manfred Geyer   (Altenfeld, 23 de maig de 1951) és un biatleta alemany, ja retirat, que va competir sota bandera de la República Democràtica Alemanya durant la dècada de 1970.
El 1976 va prendre part en els Jocs Olímpics d'Hivern d'Innsbruck, on disputà dues proves del programa de biatló. Fent equip amb Karl-Heinz Menz, Frank Ullrich i Manfred Beer guanyà la medalla de bronze en la cursa del relleu 4x7,5 km, mentre en la dels 20 quilòmetres fou dotzè.
En el seu palmarès també destaquen dues medalles de bronze al Campionat del món de biatló i dos títols nacionals.